# هورتوبادی
هورتوبادی (به مجاری:  Hortobágy) یک شهرداری در مجارستان است که در ناحیه بالمازاوی‌واروش واقع شده‌است. هورتوبادی ۲۸۴٫۶ کیلومتر مربع مساحت و ۱٬۴۱۰ نفر جمعیت دارد.